# Вишневе (Охтирський район)
Вишне́ве — село в Україні, у Тростянецькій міській громаді Охтирського району Сумської області. Населення становить 304 осіб. Колишній орган місцевого самоврядування — Білківська сільська рада.
Після ліквідації Тростянецького району 19 липня 2020 року село увійшло до Охтирського району.

## Географія
Село Вишневе знаходиться біля залізничної станції Платформа 99 км. По селу протікає пересихаючий струмок з загатою.

## Відомі люди

### Відомі уродженці
- Тарасенко Володимир Стефанович (1940) — голова колгоспу. Депутат Верховної Ради УРСР 10-11-го скликань.